# 稲垣秀次
稲垣 秀次（いながき しゅうじ、1964年6月3日 - ）は、東京都調布市出身の元プロ野球選手（内野手）。右投右打。

## 経歴
調布リトルを経て調布市立第三中学校を卒業後、定時制高校に入学するも中退して田中土質基礎研究所に進み、軟式野球で投手をしていたがスカウトされて1982年の暮れにドラフト外で読売ジャイアンツに入団した。
一軍公式戦に出場がないまま、1989年限りで現役を引退した。
背番号は7年間99番を使用しており、稲垣が入団した頃において選手としては非常に珍しい番号を背負っていたことでも知られている。また、この年は広島東洋カープが球界初の背番号0を採用している。

## 最終学歴が中卒の選手
プロ1年目となる1983年の同学年には、斎藤雅樹・川相昌弘・荒木大輔（調布リトルで同期）ら高卒ルーキーがいる。ただ、稲垣が他と違うのは、最終学歴が中卒という点にある。
高校中退である新浦壽夫や松永浩美がドラフト外で入団したり、2004年のドラフト会議では阪神タイガースが米国の高校中退となる辻本賢人を指名したが、高校での野球を経験している。
稲垣は、1965年のドラフト制導入以降の入団選手では、例が少ない最終学歴が中卒の選手（練習生を除く）として知られていた。その他、ドラフト制導入後の最終学歴が中卒の選手には、近藤義之（1968年 - 1971年に近鉄、1972年に南海に投手、野手として在籍）、上森合直幸（1972年 - 1976年にロッテの投手として在籍）がいる。

## 詳細情報

### 年度別打撃成績
- 一軍公式戦出場なし

### 背番号
- 99 （1983年 - 1989年）